# Fontanelice
Fontanelice ist eine italienische Gemeinde (comune) mit 1912 Einwohnern (Stand 31. Dezember 2023) in der Metropolitanstadt Bologna in der Emilia-Romagna. Die Gemeinde liegt etwa 32,5 Kilometer südöstlich von Bologna am Santerno. Fontanelice ist Teil der Comunità Montana Valle del Santerno und grenzt unmittelbar an die Provinz Ravenna.

## Geschichte
Gesichert ist die Errichtung eines Burgkastells im Jahre 554.

## Persönlichkeiten
- Giuseppe Mengoni (1829–1877), Ingenieur und Architekt

## Verkehr
Durch die Gemeinde führt die Strada Statale 610 Selice o Montanara Imolese von Lavazzola bei Conselice nach Firenzuola. Der Endbahnhof der Bahnstrecke von Massa Lombarda wurde 1944 gleichzeitig mit der Stilllegung der Strecke geschlossen.